# 蒙特勒伊苏佩鲁斯
蒙特勒伊苏佩鲁斯（法語：Montreuil-sous-Pérouse，法語發音：[mɔ̃tʁœj su peʁuz]）是法国伊勒-维莱讷省的一个市镇，位于该省东部，属于富热尔-维特雷区。

## 地理
蒙特勒伊苏佩鲁斯（48°9'3"N, 1°14'12"W）面积15.49 平方千米，位于法国布列塔尼大區伊勒-维莱讷省，该省份为法国西北部沿海省份，位于布列塔尼半岛东部，北濒大西洋，西接阿摩尔滨海省和莫尔比昂省，南至大西洋卢瓦尔省，西南端接曼恩-卢瓦尔省，东临马耶讷省，东北与芒什省接壤。
与蒙特勒伊苏佩鲁斯接壤的市镇（或旧市镇、城区）包括：尚波、巴拉泽、朗达夫朗、波塞莱布瓦、泰利、维特雷。

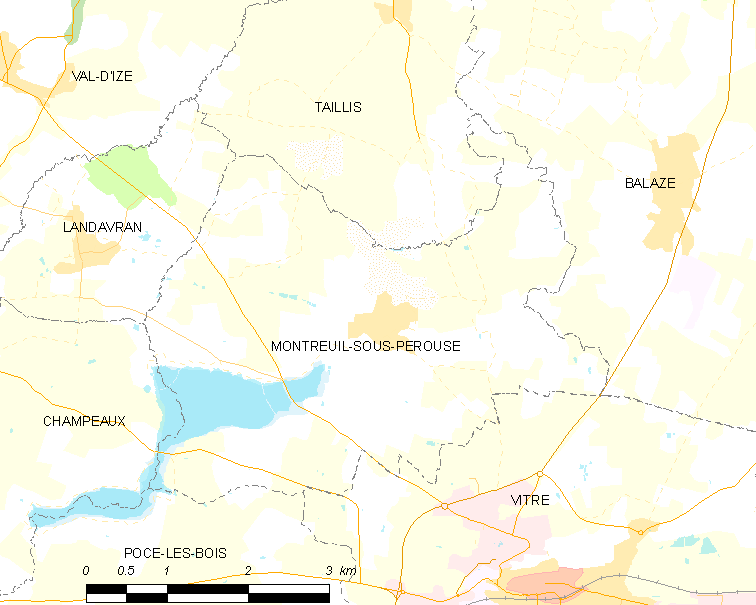
蒙特勒伊苏佩鲁斯的OSM定位图

蒙特勒伊苏佩鲁斯的时区为UTC+01:00、UTC+02:00（夏令时）。

## 行政
蒙特勒伊苏佩鲁斯的邮政编码为35500，INSEE市镇编码为35194。

## 政治
蒙特勒伊苏佩鲁斯所属的省级选区为维特雷县。

## 人口

1962-2008年间蒙特勒伊苏佩鲁斯人口变化图示

蒙特勒伊苏佩鲁斯于2022年1月1日时的人口数量为1041人。